# Napalm Death
Napalm Death ist eine britische Crust-Punk-, Grindcore- und Death-Metal-Band aus Birmingham, die 1981 gegründet wurde und maßgeblich an der Entwicklung des extremen Metals beteiligt war.

## Geschichte
Bassist Nicholas (Nik) Bullen gründete die Band 1981 im Alter von 13 Jahren. Maßgeblichen Einfluss auf die Musik der Anfangsjahre hatten Bands wie Discharge, Chaos U.K. oder Disorder. Nach verschiedenen Line-up-Wechseln spielte die Band 1986 in der Besetzung Nik Bullen (Bass, Gesang), Justin Broadrick (Gitarre) und Mick Harris (Schlagzeug) die A-Seite des Debütalbums Scum ein. Sämtliche Stücke dieser Session stammen aus der Feder des Duos Bullen/Broadrick, das nach den Aufnahmen die Band verließ. Broadrick gründete Godflesh, Bullen begann zu studieren. Anfang 1987 kamen Lee Dorrian (Gesang), Jim Whiteley (Bass) und Bill Steer (Gitarre) hinzu, damit war kein einziges Gründungsmitglied mehr in der Band. Das Quartett nahm 1987 die B-Seite des Debütalbums auf, das somit Ende 1987 bei Earache Records erscheinen konnte. Bereits bei den 1987er Aufnahmen war Shane Embury anwesend, der zunächst Roadie war und ab 1988 Jim Whiteley am Bass ersetzte. So nahm man 1988 From Enslavement to Obliteration auf, das bis auf Platz 1 der UK Indie Charts stieg.
Im Jahr 1989 verließ zunächst Bill Steer die Band, um sich ganz auf seine zweite Band Carcass zu konzentrieren. Auf Grund musikalischer Differenzen stieg wenig später auch Lee Dorrian aus und gründete die Doom-Metal-Band Cathedral. Ersatz fand man mit Barney Greenway (Gesang, ex-Benediction) und dem US-Amerikaner Jesse Pintado (Gitarre, ex-Terrorizer). Im selben Jahr nahm Napalm Death an den legendären Peel Sessions des Radiomoderators John Peel teil.
Das Debütalbum Scum und sein Nachfolger From Enslavement to Obliteration enthalten jeweils über 25 Titel bei einer Spielzeit von knapp über 30 Minuten. Auf Scum befindet sich der Titel You Suffer, der nur eine Sekunde dauert. Beide Alben enthalten schnell gespielten Grindcore, der sich mit Thrash Metal und Hardcore-Punk-Riffs abwechselt; die Texte sind allesamt politischer Natur.
Anfang 1990 stieß mit Mitch Harris (ex-Righteous Pigs) ein weiterer US-Amerikaner zur Gruppe. Gezeichnet von diesen raschen Besetzungswechseln nahm man 1990 neue Songs im auf Death Metal spezialisierten Morrisound-Studio in Tampa Harmony Corruption auf. Produziert von Scott Burns, fiel das Album sehr death-metal-lastig aus und erfuhr ein geteiltes Echo. Es folgte eine zweite Peel-Session. Wegen massiver Fankritik  an dem mit Harmony Corruption eingeschlagenen Stilwechsel nahm die Band 1991 die EP Mass Appeal Madness auf, die wieder mehr grindcoreorientiert war.
Schlagzeuger Mick Harris verließ Napalm Death 1992 und widmet sich danach Bands wie Naked City und Scorn; seinen Job übernahm der eher unbekannte Danny Herrera. Noch im gleichen Jahr veröffentlichte die Formation Utopia Banished, das die mit Mass Appeal Madness eingeschlagene Stilkorrektur fortführte. Auf den folgenden Alben Fear, Emptiness, Despair und Diatribes zeigte sich die Band offen für kleine musikalische Experimente: So verzichtete man fast gänzlich auf die Grindcore-typische Geschwindigkeit, wodurch mehr rhythmische Elemente eingebaut werden konnten, um so neue Fangruppen zu erschließen. 1995 schloss sich Sänger Barney Greenway kurzfristig der Band Extreme Noise Terror an; dafür übernahm deren ehemaliger Sänger Phil Vane den Gesang. Doch schon nach kurzer Zeit kehrte Greenway zurück, und die Aufnahmen zu Inside the Torn Apart konnten abgeschlossen werden. 1996 trat Napalm Death das letzte Mal für die BBC in der Friday Rock Show auf. Diese Aufnahmen wurden 2000 zusammen mit den Titeln aus der John Peel Show unter dem Namen The Complete Radio One Sessions veröffentlicht.
Seit Inside the Torn Apart ist die Besetzung der Band relativ konstant geblieben und Napalm Death veröffentlichte in regelmäßigen Abständen neue Alben. 2004 verließ Jesse Pintado krankheitsbedingt die Band und starb 2006 an den Folgen eines diabetischen Komas. Die Band besetzte die zweite Gitarre nicht mehr und machte, wie in Anfangstagen, mit nur einer Gitarre weiter.
Mit Leaders Not Followers (1999) und Leaders Not Followers Part 2 (2004) veröffentlichte Napalm Death zwei Tonträger mit Coverversionen ihrer musikalischen Vorbilder. Unter anderem coverten sie Nazi Punks Fuck Off von den Dead Kennedys, das bei Konzerten bis heute einen festen Platz in der Setlist hat. Auf ihren späteren Alben spielten oft befreundete Musiker mit, unter anderem Jello Biafra und Jeff Walker.

## Bedeutung

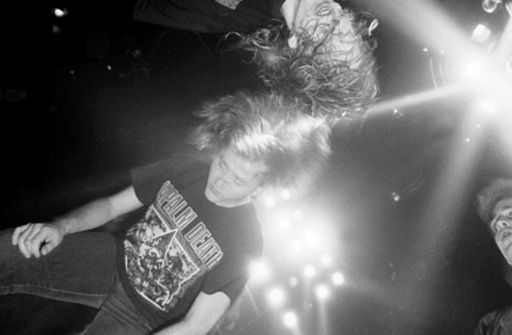
Bandshirt von Napalm Death getragen von einem Metal-Fan in der Diskothek Fantasy in München, 1994

Die Band wird fälschlicherweise oft als Erfinder des Grindcore bezeichnet. Allerdings war sie selbst maßgeblich durch Repulsion beeinflusst, deren 1986er Demo Slaughter of the Innocent jedoch erst im Jahre 1989 posthum unter dem Titel Horrified als LP veröffentlicht wurde – zwei Jahre nach Scum. Das Debütwerk Scum war 1987 in puncto Brachialität und Geschwindigkeit wegweisend. Im Laufe der 1990er Jahre wurde Napalm Death musikalisch gemäßigter und wandte sich dem Death Metal zu. Eine beachtliche Anzahl von Death-Metal-/Grindcore-Klassikern stammt aus ihrer Feder, wie zum Beispiel Mass Appeal Madness, Greed Killing, Suffer The Children, Twist the Knife (Slowly) (das auch im Film Mortal Kombat Verwendung fand) oder das nur knapp über eine Sekunde lange You Suffer. Die Texte von Napalm Death sind sozialkritisch gehalten und spiegeln die linksorientierte Grundhaltung der Band wider.

## Diskografie

### Studioalben
- 1987: Scum
- 1988: From Enslavement to Obliteration
- 1990: Harmony Corruption
- 1992: Utopia Banished
- 1994: Fear, Emptiness, Despair
- 1996: Diatribes
- 1997: Inside the Torn Apart
- 1998: Words from the Exit Wound
- 2000: Enemy of the Music Business
- 2002: Order of the Leech
- 2005: The Code Is Red… Long Live the Code
- 2006: Smear Campaign
- 2009: Time Waits for No Slave
- 2012: Utilitarian
- 2015: Apex Predator – Easy Meat
- 2020: Throes of Joy in the Jaws of Defeatism

### Livealben
- 1989: Live EP
- 1990: Live at the ICA in London
- 1998: Bootlegged in Japan
- 2003: Punishment in Capitals
- 2019: Live at Rock City

### EPs
- 1988: The Curse
- 1989: Mentally Murdered
- 1990: Suffer the Children
- 1992: The World Keeps Turning
- 1994: Hung
- 1995: Greed Killing
- 1997: Breed to Breathe
- 1999: Leaders Not Followers
- 2020: Logic Ravaged by Brute Force
- 2022: Resentment Is Always Seismic: A Final Throw of Throes (Century Media)

### Demos
- 1982: Halloween
- 1982: And, Like Sheep, We Have All Gone Astray
- 1983: Kak
- 1983: Unpopular Yawns of Middle Class Warfare
- 1985: Hatred Surge
- 1986: From Enslavement to Obliteration
- 1986: Scum

Die Demos Hatred Surge und From Enslavement to Obliteration wurden 2019 zusammen als LP herausgegeben.

### Sonstige Veröffentlichungen
- 1984: Lied The Crucifixion of Possessions auf der Kompilation Bullshit Detector 3
- 1989: Napalm Death/S.O.B. Split 7" Flexi (Split-Album)
- 1989: The Peel Sessions (Kompilation)
- 1991: Mass Appeal Madness (12", LP)
- 1992: Death by Manipulation (Compilation)
- 1996: Cursed to Tour – Split-CD zusammen mit At the Gates
- 1996: In Tongues We Speak (Split-CD mit Coalesce)
- 2001: The DVD (Promo- und Live-DVD), seit 2003 indiziert[5]
- 2003: Noise for the Music’s Sake (Best-of)
- 2004: Leaders Not Followers: Part II (Album mit Coverversionen)
- 2005: Tsunami Benefit (Tsunami-Benefiz-Split-CD mit Heaven Shall Burn und The Haunted)
- 2012: Converge / Napalm Death (Split-CD mit Converge)
- 2018: Coded Smears and More Uncommon Slurs